# Mariya Savinova
Mariya Sergeyevna Savinova (en russe : Мария Сергеевна Савинова ; en français : Maria Sergueïevna Savinova), née le 13 août 1985 à Tcheliabinsk, en RSFS de Russie (URSS) est une athlète russe, spécialiste du 800 mètres.
Elle reconnaît en 2015 avoir eu recours à des produits dopants durant sa carrière.

## Biographie
Elle se révèle sur le plan international en remportant, en début de saison 2009, la médaille d'or du 800 mètres des Championnats d'Europe en salle de Turin avec le temps de 1 min 58 s 10, devançant de près d'une seconde sa compatriote Oksana Zbrozhek. Elle devient également championne de Russie en salle de la discipline.
Le 14 mars 2010, à Doha, Mariya Savinova devient championne du monde en salle du 800 mètres en établissant la meilleure performance de l'année en 1 min 58 s 26. Elle devance la Britannique Jennifer Meadows et l'Américaine Alysia Johnson. Le 30 juillet à Barcelone, la Russe s'adjuge le titre de championne d'Europe dans le temps de 1 min 58 s 22, dominant dans les derniers mètres de course la Néerlandaise Yvonne Hak et la Britannique Jennifer Meadows. Deuxième du classement général de la Ligue de diamant 2010 derrière la Kényane Janeth Jepkosgei, elle se classe troisième de la Coupe continentale d'athlétisme disputée en fin de saison à Split.
Aux Championnats du monde de 2011, Savinova arrive avec le meilleur chrono de l'année, 1 min 56 s 95 qui est aussi son record personnel. Elle court dans la même série que Caster Semenya, la championne du monde en titre. Après être resté en dernière position aux premiers 400 mètres, Savinova se place et remonte ses adversaires dans la dernière ligne droite pour terminer première, départagée au millième avec Semenya. Elle adopte la même stratégie d'attente pour la demi-finale qu'elle remporte en contrôlant en 1 min 58 s 45, soit le deuxième temps des demies derrière Semenya. En finale, elle suit Semenya à distance, avant de la dépasser grâce à son finish et franchir la ligne en 1 min 55 s 87, nouveau record personnel et meilleure performance de l'année. Elle reçoit le titre d'athlète européenne de l'année 2011, devançant ses compatriotes Maria Abakumova, Anna Chicherova et Tatyana Chernova.
Mariya Savinova participe aux Jeux olympiques de 2012, à Londres. Elle y remporte son premier titre olympique en établissant, en finale, la meilleure performance mondiale de l'année en 1 min 56 s 19, devançant sur la ligne d'arrivée Caster Semenya, deuxième en 1 min 57 s 23, et Ekaterina Poistogova, troisième en 1 min 57 s 53,.

## Dopage
En 2015, dans un documentaire de la chaîne allemande ARD, elle reconnait s'être dopée par la prise d'hormones de croissance,. En novembre 2015, un rapport de l'agence mondiale antidopage requiert une suspension à vie contre elle et contre sa compatriote russe arrivée troisième à Londres.
Le 10 février 2017, elle est suspendue quatre ans à compter du 24 août 2015, et perd toutes ses médailles remportées entre 2010 et 2013, soit deux titres mondiaux (en salle 2010 et en plein air 2011), son titre olympique (2012), son titre européen (2010) et sa médaille d'argent mondiale (2013).

## Palmarès

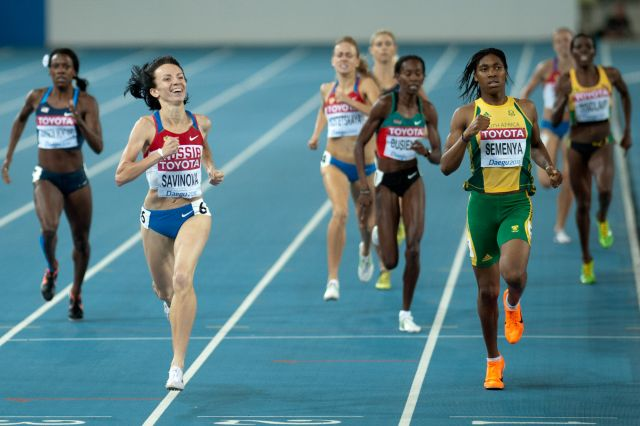
Victoire de Mariya Savinova sur 800 m lors des Championnats du monde 2011

| Date | Compétition                       | Lieu             | Résultat | Temps         |
| ---- | --------------------------------- | ---------------- | -------- | ------------- |
| 2009 | Championnats d'Europe en salle    | Turin            | 1re      | 1 min 58 s 10 |
| 2009 | Championnats du monde             | Berlin           | 5e       | 1 min 58 s 68 |
| 2009 | Finale mondiale                   | Thessalonique    | 4e       | 2 min 00 s 72 |
| 2010 | Championnats du monde en salle    | Doha             | 1re      | 1 min 58 s 26 |
| 2010 | Championnats d'Europe             | Barcelone        | —        | DSQ           |
| 2010 | Ligue de diamant                  | Ligue de diamant | —        | DSQ           |
| 2010 | Coupe continentale                | Split            | —        | DSQ           |
| 2011 | Championnats d'Europe par équipes | Stockholm        | —        | DSQ           |
| 2011 | Championnats du monde             | Daegu            | —        | DSQ           |
| 2011 | Ligue de diamant                  | Ligue de diamant | —        | DSQ           |
| 2012 | Jeux olympiques                   | Londres          | —        | DSQ           |
| 2013 | Championnats du monde             | Moscou           | —        | DSQ           |

## Records
Elle est l'actuelle codétentrice du record du monde en salle du relais 4 × 800 mètres en 8 min 14 s 53, performance établie le 10 février 2008 lors des Championnats de Russie en salle de Moscou.
| Épreuve       | Performance   | Lieu   | Date           |
| ------------- | ------------- | ------ | -------------- |
| 800 m         | 1 min 57 s 56 | Eugene | 3 juillet 2010 |
| 800 m (salle) | 1 min 58 s 10 | Turin  | 8 mars 2009    |